# Erotik

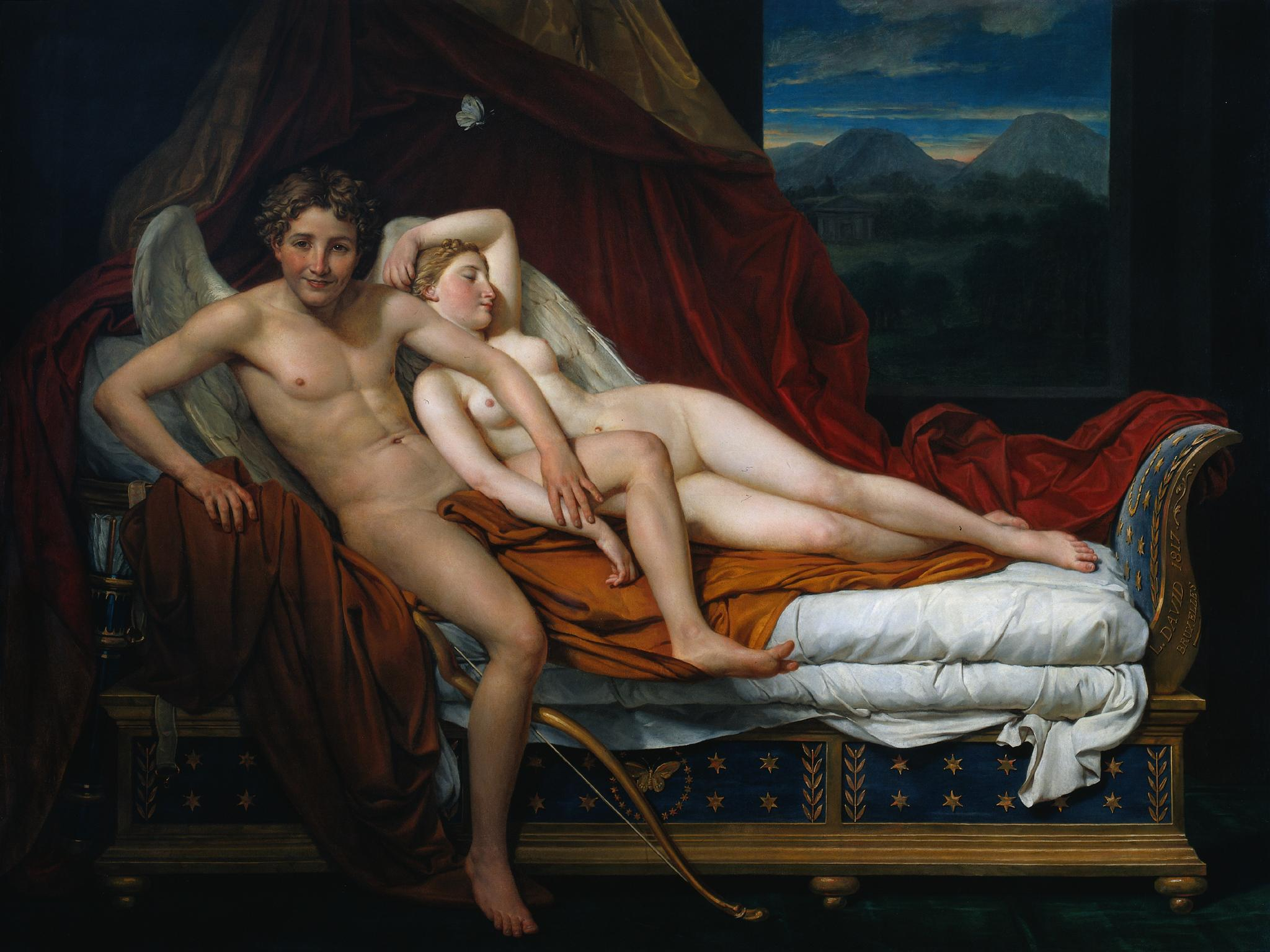
Jacques-Louis David: Amor und Psyche (1817)

Gegenstand der Erotik (von altgriechisch Ἔρως Érōs [ěrɔːs], sowohl mit der Bedeutung Liebe als auch Name des Liebesgottes Eros (Mythologie)) ist die sinnliche und insbesondere die sexuelle Anziehung zweier oder mehrerer Menschen, sowie die Darstellung solcher erotischer Beziehungen in Kunst und Kultur. Man spricht daher von erotischer Kunst, erotischer Literatur, Erotik in den verschiedenen Formen und Medien (z. B. „Erotik im Film“) und von erotischen Aspekten aller möglichen Dinge. Häufig wird die Qualifikation „erotisch“ gebraucht, wenn die Bezeichnung „sexuell“ zu eng, zu direkt oder sonst wie unerwünscht ist (z. B. „erotisches Spielzeug“ als Euphemismus für Sexspielzeug).

## Begriffsgeschichte

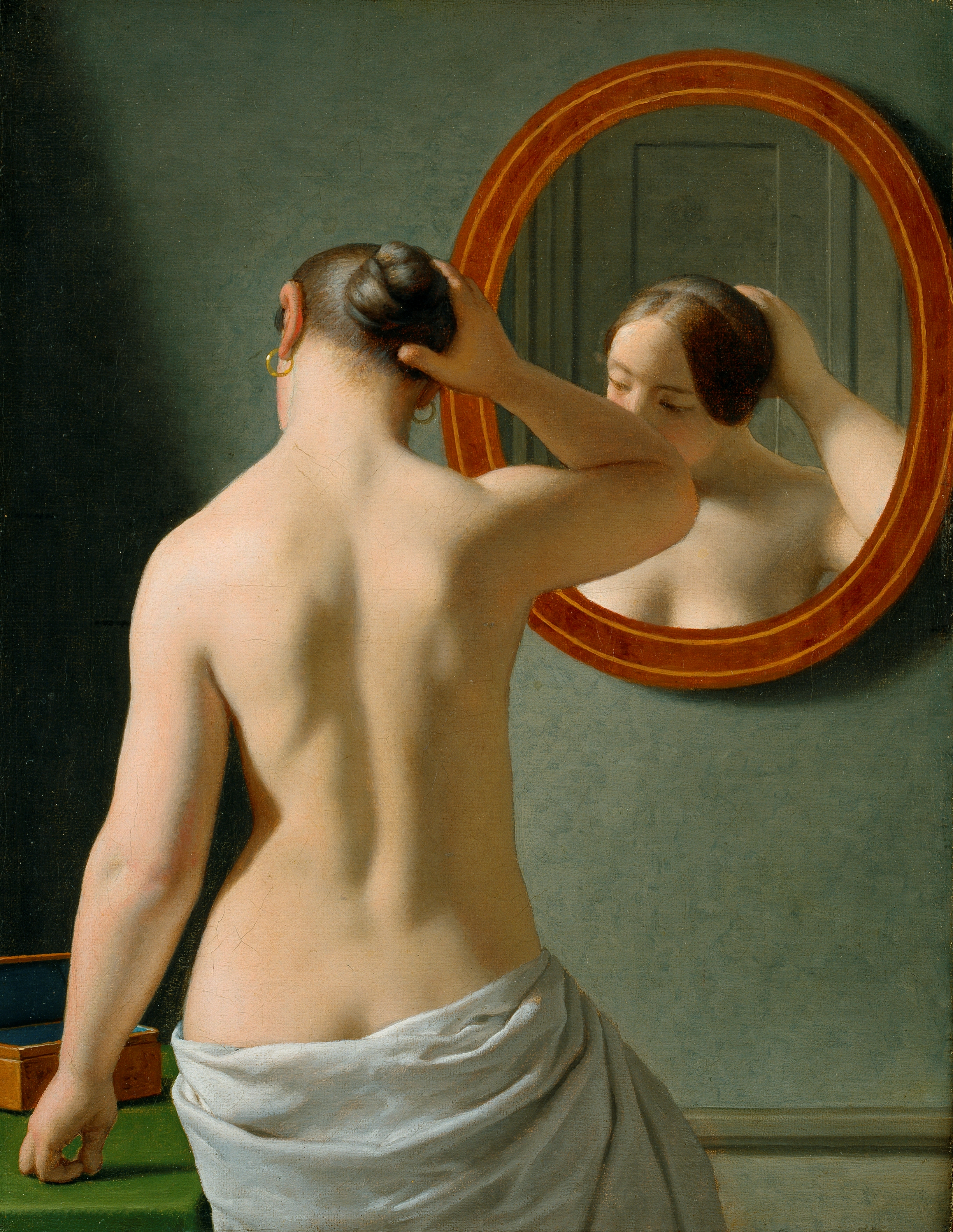
Christoffer Wilhelm Eckersberg: Rückenakt (Morgentoilette), 1837

Im 18. Jahrhundert wurde das Adjektiv erotisch als Fremdwort aus dem Französischen (érotique) ins Deutsche übernommen; das französische Wort ist von dem altgriechischen Adjektiv erotikos abgeleitet. Der älteste Beleg für das deutsche Adjektiv findet sich bei Johann Gottfried Herder (1769). Anfangs wurde das Wort zur Bezeichnung von erotischer Dichtung verwendet, ab dem frühen 19. Jahrhundert auch in einem weiteren Sinne für alles auf die sinnliche Liebe Bezogene. Von dem Adjektiv wurde zu Beginn des 19. Jahrhunderts das Substantiv Erotik zur Bezeichnung der sinnlichen Liebe, des Liebes- und Geschlechtslebens abgeleitet (erster Beleg bei Christoph Martin Wieland, der 1801 eine künftige Wissenschaft der Erotik ins Auge fasste).

## Kulturelle Entwicklung der Erotik

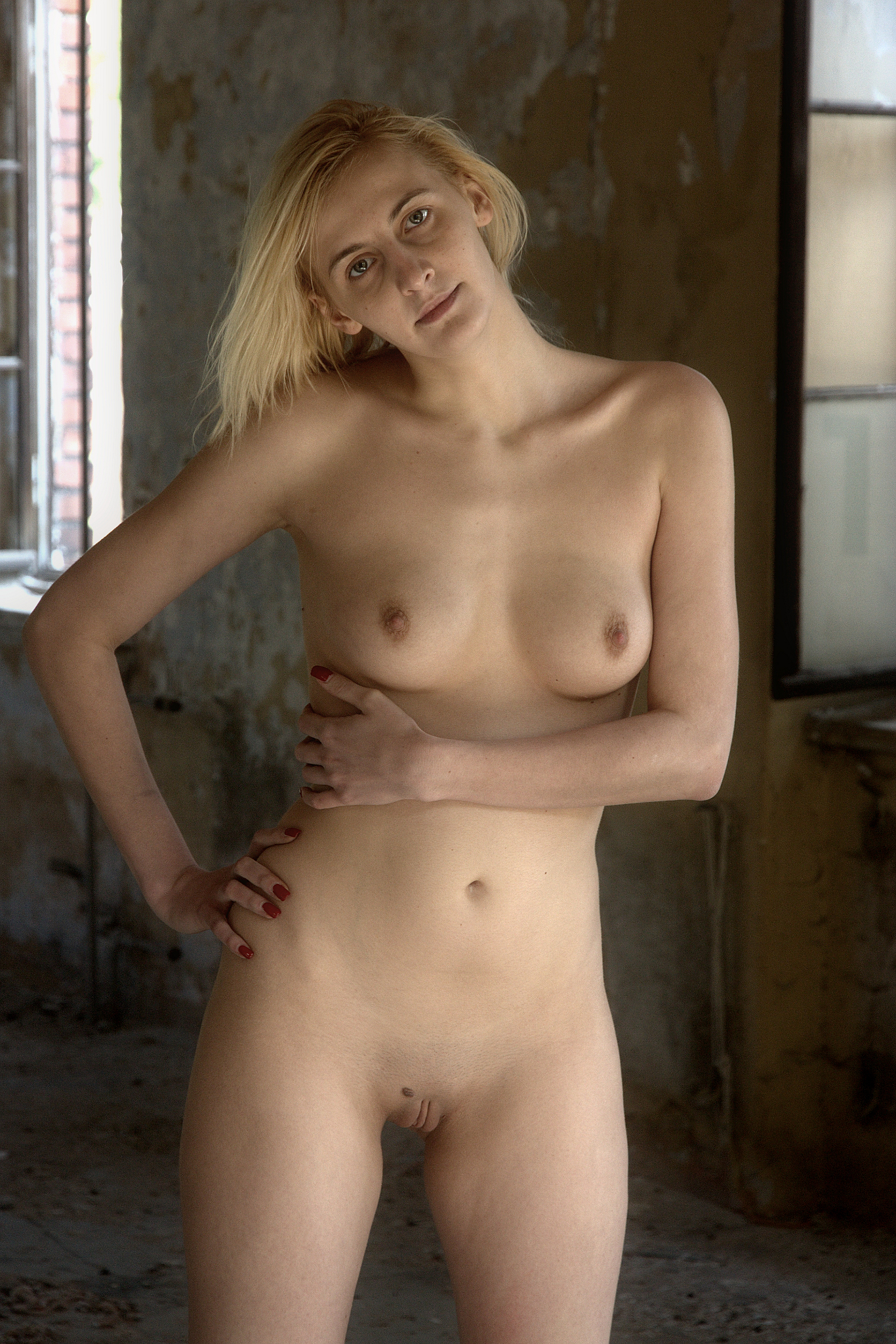
Moderne Aktfotografie

Da Sexualität und Partnerschaft Grundbedürfnisse des Menschen sind, stellen sich die Fragen nach der Organisation des Gemeinschaftslebens, dem Verständnis von Liebe, den konkreten Ausprägungen von sexuellen Handlungen zu allen Zeiten. Während der Zeitgeist bestimmter Epochen die Erotik gesellschaftlich mehr oder weniger zu unterdrücken suchte (beispielsweise im Viktorianischen Zeitalter), hatte die Erotik zu anderen Zeiten Hochkonjunktur, etwa in der Epoche des Rokoko.
Als allgemeines Ideal galt und gilt in der Regel die harmonische Verbindung von Liebe, Erotik und Sexualität, also die Vereinigung von emotionaler, geistiger und körperlicher Liebe. Schon die Philosophie im alten Griechenland postulierte die Notwendigkeit einer Einheit von Körper, Geist und Seele, damit der Mensch mit sich selbst im Einklang sei.
Zur Geschichte der erotischen Darstellung gehören Elemente aus Malerei, Bildhauerei, Literatur, Fotografie und Film, die sexuelle Szenen zeigen. Diese wurden von fast allen Zivilisationen, in der Antike wie in der Moderne, angefertigt. Frühe Kulturen hielten den Akt für einen Ausdruck übernatürlicher Einwirkung und verbanden ihre Religion mit solchen Darstellungen. In asiatischen Ländern wie Indien, Nepal, Sri Lanka, Japan oder China hat sexuelle und erotische Kunst besondere spirituelle Bedeutungen innerhalb der einheimischen Religionen des Hinduismus, Buddhismus, Shintō und Daoismus. Die Griechen und Römer produzierten zahlreiche Kunstwerke und Dekorationen erotischer Natur, die vielfach in religiösen Ansichten und kulturelle Praktiken eingebunden waren.
In jüngerer Zeit entwickelten sich die erotischen Darstellungen von einem Luxusgut für wenige zunächst zu einem Propagandamittel und anschließend zu einem Alltagsgegenstand oder sogar zu einer Existenzgrundlage. Die Veränderungen in der Kommunikationstechnik führten dazu, dass neue Techniken wie Druck, Fotografie, Film und Computer zur Präsentation und Verbreitung erotischer Darstellungen genutzt wurden. Insbesondere mit dem Aufkommen des Internets Ende des 20. Jahrhunderts kam es zu einem starken Anstieg der Verbreitung erotischer Medien. Während auch dieses Medium ursprünglich der kommerziellen Verbreitung erotischer Fotos und Filme diente, wurde auch dieser Bereich im Zuge der Entwicklung von Web 2.0 zunehmend von nicht-professionellen Akteuren erobert.

## Merkmale der Erotik
Die Stärke der „erotischen Ausstrahlung“ und der „erotischen Signale“, die andere Menschen „senden“, wird keineswegs nur durch den bloßen Anblick eines möglichst hohen Grads von Nacktheit eines menschlichen Körpers bestimmt, vielmehr können auch bestimmte Kleidungsstücke und Gegenstände (siehe Fetisch), die Mimik und Gestik einer Person, Sprachmelodie und -färbung, Körperhaltungen und Handlungen von Menschen oder deren Abbilder Erotik erzeugen.

## Geschichte der erotischen Darstellung

### Vor- und Frühgeschichte

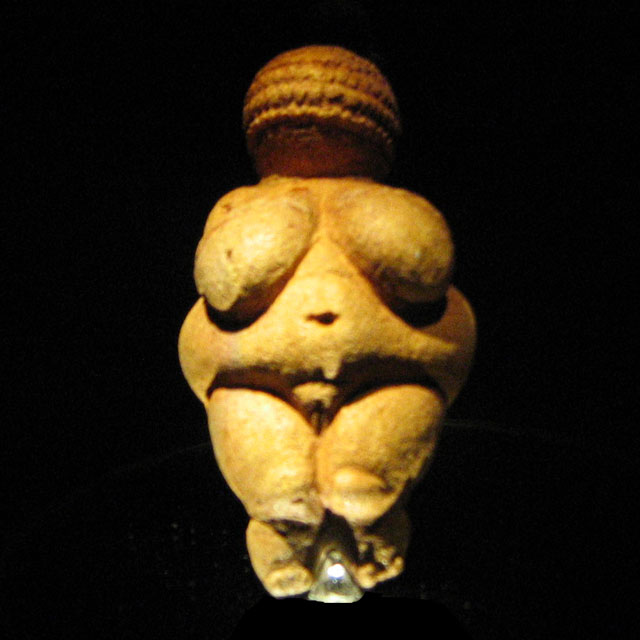
Die Venus von Willendorf ist eine prähistorische Darstellung.

Schon aus vorgeschichtlicher Zeit sind menschliche Darstellungen sexuellen Inhalts auf der ganzen Welt zu finden. Skulpturen wie die Venus von Willendorf und Wandbilder wie in den Höhlen von Lascaux sind bekannte Zeugnisse. Die Anthropologie ordnet diese zumeist kultischen Fruchtbarkeitsriten zu.
Zu den ältesten erhaltenen erotischen Darstellungen gehören paläolithische Höhlenmalereien und Schnitzereien. Die Bilder zeigen zumeist Tiere, Jagdszenen und menschliche Genitalien, die vermutlich als Fruchtbarkeitssymbole verstanden wurden. Nackte Menschen mit übertriebenen sexuellen Merkmalen sind in Artefakten wie den Venusfigurinen zu sehen.
Die erst später entdeckte Höhlenkunst im britischen Creswell Crags, deren Alter auf über 12.000 Jahre geschätzt wird, umfasst Symbole, die sich als stilisierte Darstellungen der weiblichen Genitalien interpretieren lassen. Sie dienten aber vermutlich nicht der erotischen Stimulation, sondern eher religiösen Ritualen. Archäologen in Deutschland berichteten im Jahre 2005 vom Fund einer 7200 Jahre alten Szene, die eine männliche Figur zeigt, die sich wie beim Geschlechtsverkehr über eine weibliche Figur beugt. Die männliche Figur bezeichneten sie als „Adonis von Zschernitz“. Es ist jedoch nicht sicher, ob diese Artefakte zur individuellen sexuellen Erregung dienten. Die Bilder könnten stattdessen eine spirituelle Bedeutung haben und mit Fruchtbarkeitsritualen verbunden sein.
Die Töpferei der Mochica in Peru zeigte ebenfalls Sexszenen, mit denen aber ein anderer Zweck als bei anderen Kulturen verfolgt wurde. Die Mochica glaubten, dass die Welt der Toten das genaue Gegenteil zur Welt der Lebenden sei. Deshalb schufen sie für Beerdigungen Gefäße, die sexuelle Handlungen wie Masturbation, Fellatio und Analverkehr zeigten, die keinen Nachwuchs zur Folge hatten. In der Welt der Toten sollten sie die gegenteilige Bedeutung annehmen und in Fruchtbarkeit resultieren.

### Altertum und Antike

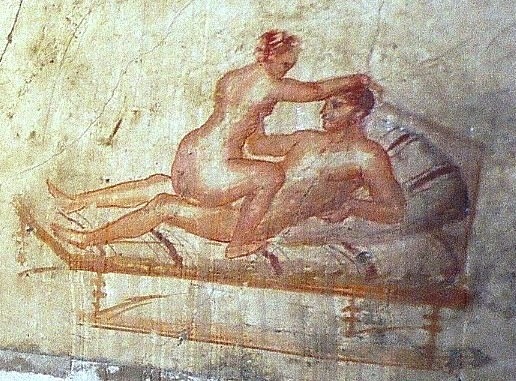
Heterosexuelle Szene auf einem römischen Gemälde aus Pompeji

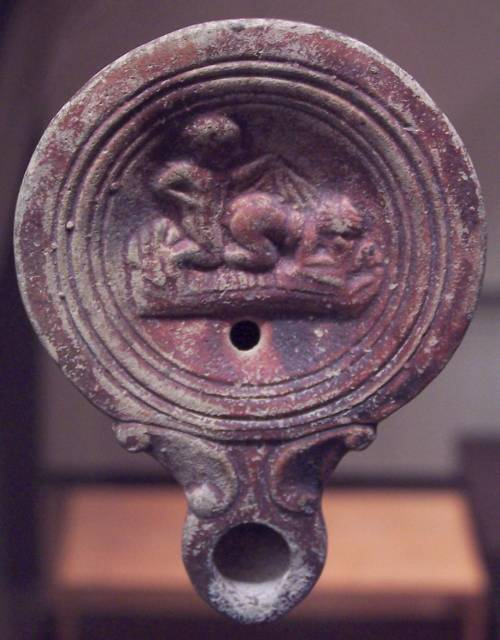
Römische Öllampe mit Darstellung der Hündchenstellung

Zu früher Zeit hat die Erotik jedoch nur minimale Bedeutung und beschränkt sich meist auf den mythologischen Bereich (in der Papyrussammlung). Gleiches gilt für die Inkunabeln und die abendländischen Handschriften. Die antike Erotik zeigt bereits das ganze Spektrum menschlicher Erotik, von hetero- über homosexuelle bis hin zu sadomasochistischen. Eines der ältesten Zeugnisse sadomasochistischer Praktiken stammt aus einem etruskischen Grab in Tarquinia. In der Tomba della Fustigazione (Grab der Züchtigung, Ende des 6. Jahrhunderts v. Chr.) sind zwei Männer dargestellt, wie sie eine Frau beim Liebesspiel mit einer Rute und mit der Hand schlagen.
Ein anderes Zeugnis über Flagellation findet sich im 6. Buch der Satiren des antiken römischen Dichters Juvenal (1. und 2. Jahrhundert n. Chr.), ein weiteres Zeugnis findet sich im Satyricon von Petronius, wo zur sexuellen Erregung ein Delinquent gepeitscht wird. Aus der römischen Antike sind Darstellungen sowohl männlicher als auch weiblicher Körper als Objekte des sexuellen Begehrens sowie des Sexualakts bekannt. Es war durchaus üblich, die Wände der Schlafräume mit Darstellungen sexuellen Inhalts zu dekorieren und Gebrauchsgegenstände des täglichen Lebens mit entsprechenden Abbildungen zu schmücken. Eine Einschränkung des Zugangs zu diesen Abbildungen oder eine Unterscheidung zwischen Kunst und Pornografie wurde nach dem aktuellen Forschungsstand nicht vorgenommen.
Die Griechen stellten oftmals sexuelle Szenen auf Keramikwaren dar, von denen viele als früheste Darstellungen von Homosexualität und Päderastie bekannt sind. Die griechische Kunst porträtiert häufig sexuelle Aktivität, allerdings war den Griechen das Konzept der Pornografie unbekannt, sodass eine Einschätzung, welche Darstellungen illegal oder unmoralisch waren, unmöglich ist. Ihre Kunst reflektiert Szenen aus dem täglichen Leben, von denen manche sexueller Natur sind. Geschnitzte Phalli finden sich an Plätzen der Verehrung wie dem Tempel des Dionysos auf Delos, während die Herme, eine Statue bestehend aus einem Kopf auf einem quadratischen Sockel mit einem prominenten Phallus an der Vorderseite, ein üblicher Haushaltsgegenstand und Talisman war. Das griechische männliche Ideal hatte einen kleinen Penis; eine Ästhetik, die die Römer später übernahmen. Mit Sapphos Hymne an Aphrodite und anderen homoerotischen Werken schufen die Griechen auch die ersten bekannten Beispiele für lesbische Erotik in der westlichen Welt.
In den zerstörten römische Gebäuden in Pompeji und Herkulaneum findet man zahlreiche sexuell offenherzige Malereien und Skulpturen, deren ursprünglicher Zweck unterschiedlich ist. In der Villa der Mysterien gibt es eine eindeutig mit einem religiösen Kult assoziierte, rituelle Flagellationsszene, deren Bedeutung eher als religiös denn sexuell eingeschätzt wird. Hingegen warben über jeder Tür eines Bordells Zeichnungen für sexuelle Dienste. In Pompeji dienten in den Bürgersteig eingravierte Phalli und Hoden als allgemeine Dekoration, aber auch als Wegweiser für Besucher, um diese zum Prostitutions- und Unterhaltungsbezirk zu geleiten.
Die Römer hielten sexuelle Abbildungen für geschmackvolle Verzierungen und in der Tat reflektieren die Bilder die sexuelle Moral und Praxis ihrer Kultur. Tabuisierte Sexualakte wie jene, die die Reinheit des Mundes schändeten, zeigte man zur Komik in Thermen. Große Phalli galten als Glücksbringer und standen oft in der Nähe von Eingängen oder befanden sich als Schnitzerei in Häusern. Eines der ersten Objekte, das nach der Entdeckung des Geländes ausgegraben wurde, war eine Marmorstatue, die den Gott Pan beim Sex mit einer Ziege zeigt, eine detaillierte Darstellung der Zoophilie, die aufgrund ihrer Obszönität bis heute nicht öffentlich ausgestellt wird und im Gabinetto Segreto in Neapel bleibt.

### Mittelalter
Erotische Darstellungen aus dieser Zeit stammen vorwiegend aus dem einfachen Volk und zeugen von einer sehr sinnlichen bäuerlich geprägten Auffassung der Erotik, oft verbunden mit Tätigkeiten und Ereignissen aus dem Alltag (Szenen aus den damals weit verbreiteten Badehäusern) und in Form von Minnesang (wie bei Walther von der Vogelweide) statt.
Erotische Szenen waren auch in der mittelalterlichen Buchmalerei üblich, aber nur für diejenigen gedacht, die sich die sehr teuren handgefertigten Bücher leisten konnten. Die meisten Zeichnungen erschienen am Rand von Stundenbüchern. Viele mittelalterliche Gelehrte glauben, dass die Darstellungen das Verlangen nach erotischen Bildern und Religion in einem Buch vereinten, zumal es oft das einzige Buch war, das jemand besaß. Andere Gelehrte halten die Zeichnungen an den Rändern für eine moralische Warnung, aber die Abbildung von Priestern und anderen hochrangigen Personen bei sexuellen Handlungen legt auch politische Motive nahe.
Erst die Erfindung des Buchdrucks durch Johannes Gutenberg führte dazu, dass sexuelle Bilder in der westlichen Welt massenweise verbreitet werden konnten. Bis dahin waren sie wegen der nötigen Handarbeit und der resultierenden hohen Kosten nur Männern aus der Oberschicht zugänglich, die die Darstellungen aus Furcht vor der animalischen Lust der Ungebildeten bewusst von der Arbeiterklasse fernhielten. Sogar das Britische Museum verfügte über ein Secretum, das eine Sammlung antiker Erotika beinhaltete, die 1865 von dem Arzt George Witt gestiftet worden war. Die Reste der Sammlung, darunter auch seine Einklebebücher, befinden sich immer noch im Schrank 55, während der überwiegende Teil mittlerweile in die anderen Sammlungen des Museums integriert worden ist.

### Ostasien

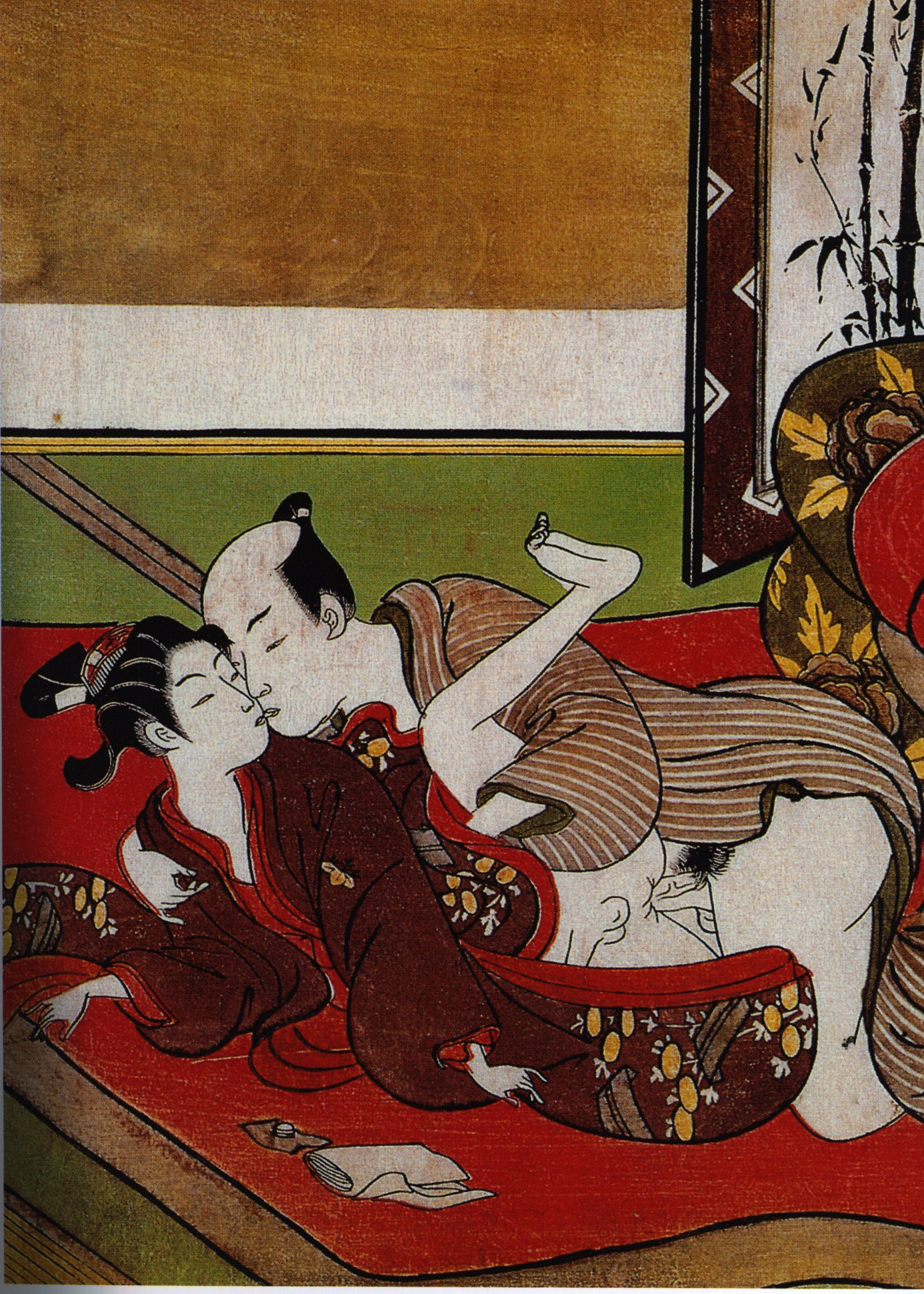
Japanisches Shunga

In Ostasien gibt es eine lange Tradition der erotischen Malerei. Japan, China, Indien, Persien und andere Länder produzierten Unmengen von Kunst, die die menschliche Fähigkeit der Liebe zelebrierte. Die Arbeiten zeigen die Liebe zwischen Mann und Frau ebenso wie die gleichgeschlechtliche Liebe. In Japan florierte die erotische Kunst vor allem im Holztafeldruck. Der Stil ist als Shunga (春画, Bilder des Frühlings) bekannt und einige klassische Künstler wie Suzuki Harunobu oder Utamaro schufen zahlreiche Werke. Gezeichnete Handschriftrollen waren ebenfalls sehr populär. Shunga entstand im 13. Jahrhundert und erfreute sich trotz einiger Versuche, sie zu unterdrücken, zunehmender Beliebtheit. Ein erstes Verbot erotischer Bücher (kōshokubon, 好色本) wurde von der Shōgun-Dynastie Tokugawa in Kyōhō 7 (1722) ausgesprochen. Die Produktion von Shunga endete erst im 19. Jahrhundert mit der Erfindung der Fotografie.
Die ebenfalls sehr umfassende chinesische Tradition reicht bis in die Yuan-Dynastie (1271–1368) zurück und erreichte ihren Höhepunkt im letzten Teil der Ming-Dynastie (1368–1644).
Sowohl in China als auch in Japan spielte die Erotik eine wichtige Rolle bei der Entwicklung des Romans. Genji Monogatari (源氏物語), das Werk einer japanischen Adligen aus der Heian-Zeit, das oft als „erster Roman der Welt“ bezeichnet wird, verfolgt die vielen Affären des Helden in diskreter, aber körperlicher Sprache.
Der noch explizitere Roman Jin Ping Mei (金瓶梅) aus der Ming-Dynastie gilt als einer der vier großen klassischen Romane der chinesischen Literatur. Genji Monogatari wird seit seiner Entstehung in Japan gefeiert, während Jin Ping Mei lange Zeit als Pornografie unterdrückt und auf der Klassiker-Liste ersetzt wurde.

### Renaissance und Barock

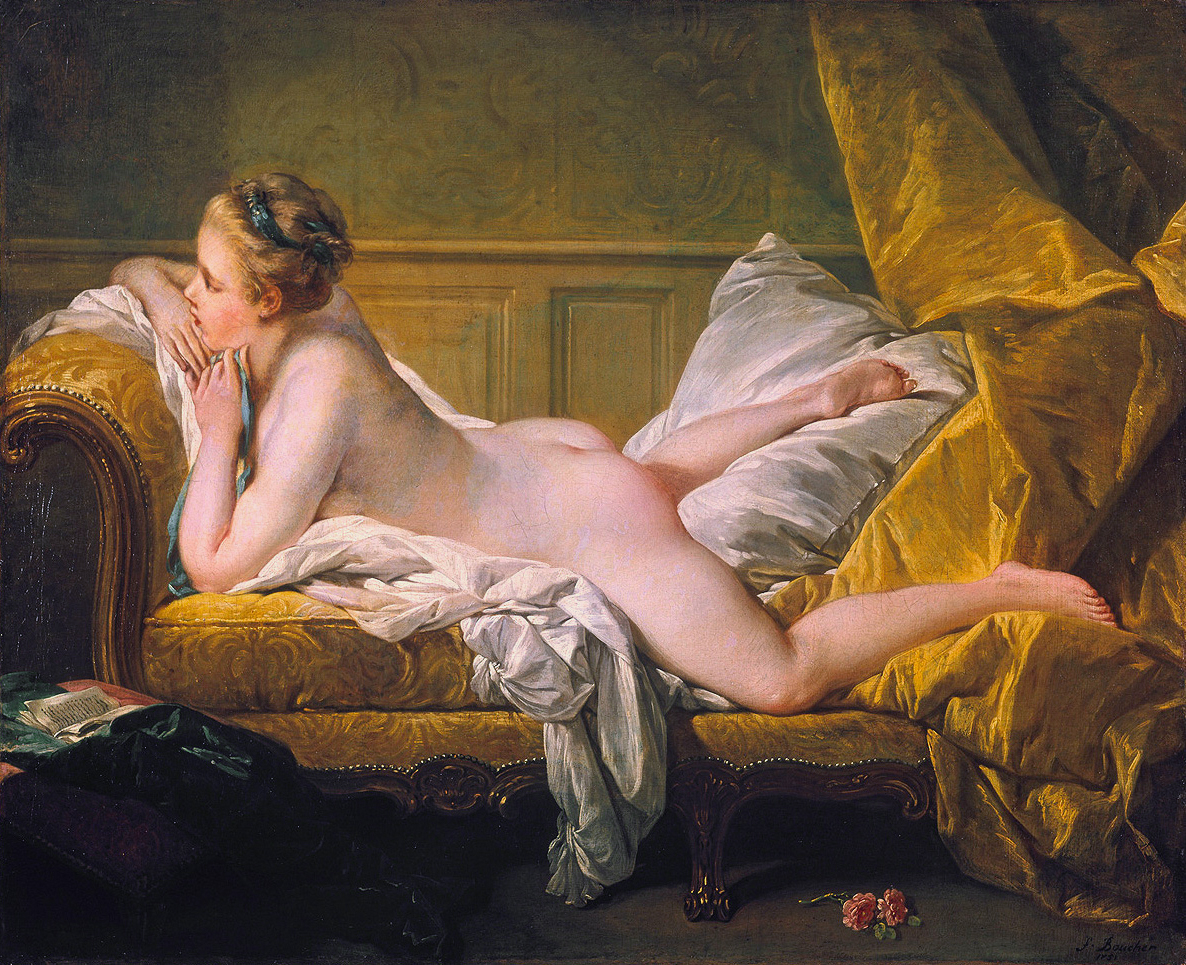
François Boucher, Ruhendes Mädchen, 1752

Solange Darstellungen sexuellen Inhalts als Einzelstücke den Blicken der herrschenden Schichten vorbehalten blieben, wurde ihr Inhalt nicht öffentlich problematisiert. Erst in der Renaissance und der damaligen „Neuentdeckung des Körperlichen“ beginnt die Darstellung von Sexualität an Bedeutung zu gewinnen. Das Spektrum der im 15. Jahrhundert veröffentlichten Werke reicht von der Verbildlichung biblischer Szenen über Stundenbücher und Kalender mit erotischen Illustrationen bis hin zu Boccaccios Decamerone. Als weitere Genres, in denen zu damaliger Zeit Sexualität thematisiert wird, sind medizinische und belehrende Literatur zu nennen, Syphilistraktate oder Sebastian Brants Narrenschiff.
Das Aufkommen neuer Drucktechniken in der Renaissance ermöglichte eine vergleichsweise kostengünstige Verbreitung von bildlichen Darstellungen und führte zur Unterscheidung zwischen Kunst und Pornografie, wobei Herstellung und Vertrieb der letzteren weitgehend unterbunden wurde. 1529 wurde der Kupferstecher Sebald Beham in Nürnberg wegen des Vorwurfs der Pornografie verfolgt. Um 1530 wurde die Verbreitung eines Zyklus, der verschiedene Stellungen des Sexualaktes grafisch illustrierte, verboten und der Stecher Marcantonio Raimondi zu Gefängnis verurteilt (es handelte sich um Illustrationen zu Sonetten von Pietro Aretino nach Vorlagen von Giulio Romano).
Die mythologische Überhöhung des Sexuellen in originären Kunstwerken galt allerdings weiterhin als legitime Darstellungsweise, gegen die vergleichsweise wenige Übergriffe stattfanden. Erotische Kunst wurde allein unter ästhetischen Aspekten skandalisiert. Ein besonderes Schicksal ereilte das 1530 gemalte Bild Leda mit dem Schwan von Antonio da Correggio, das 1721 in die Sammlung des Regenten von Frankreich, des Herzogs von Orléans, gelangte. Dieses wurde von dessen Sohn, Louis von Orléans, schwer beschädigt, indem dieser den Kopf der Leda, die sich im sexuellen Spiel mit Zeus in der Gestalt eines Schwans vergnügte, aus dem Bild herausschnitt (jetzt mit rekonstruiertem Kopf von Charles-Antoine Coypel in der Gemäldegalerie Berlin).
Die entmythologisierte Darstellung sexuellen Inhalts, insbesondere der entkleideten Frau als Objekt sexuellen Begehrens wurde bei den Hofmalern im Frankreich des 18. Jahrhunderts recht freizügig gehandhabt. Berühmt wurde das Hinterteil der Marie-Louise O’Murphy, einer Mätresse von Louis XV., die von François Boucher in Öl gemalt wurde (Ruhendes Mädchen). Die Untersicht des weiblichen Körpers brachte der Maler Jean Honoré Fragonard ins Bild (Die Schaukel, 1767).
In der Numismatik kommen auf Geprägen auch erotische Darstellungen vor. Die Coseldukaten sind nach der Gräfin Cosel, Mätresse des Kurfürsten August des Starken von Sachsen (1694–1733) benannte im Dukatengewicht geprägte Spielmarken mit erotischer Darstellung. Sie wurden in Varianten geprägt und kommen auch in als Abschlag in Silber vor.

### Neuzeit und beginnende Industrialisierung
Noch zu Beginn des 19. Jahrhunderts wurden in Spanien Moralfragen von der Inquisition begutachtet. 1815 wurde Goya als Maler der Nackten Maya und der Bekleideten Maya vor das spanische Inquisitionstribunal geladen, nachdem die beiden Bilder im Jahr zuvor als Obszönitäten aus der Sammlung Godoy beschlagnahmt worden waren. Allerdings wurden weder die Werke vernichtet, noch Goya bestraft.
In frühen Zeiten zählten erotische Darstellungen oft zur einheimischen oder religiösen Kunst und wurden als gewöhnliche Werke betrachtet. Weniger galant waren die realistischen Darstellungen der erotischen Körper des einfachen Volks durch Gustave Courbet (Der Ursprung der Welt, Der Schlaf, beide 1866) und durch die Impressionisten (Édouard Manet, Olympia, 1863, Paris). Damit begann, was sich heute allgemein auf explizit darstellende Bilder bezieht. Während einige sexuelle Handlungen durch frühere Gesetze reguliert oder verboten waren, wurde das bloße Betrachten erotischer Darstellungen bis 1857 in keinem Land geächtet.
In einigen Fällen war der Besitz bestimmter Bücher, Inschriften oder Bildersammlungen verboten; diejenigen Gesetze, die das Betrachten sexueller Inhalte generell verbieten, stammen jedoch sämtlich aus dem viktorianischen Zeitalter. In den öffentlichen Bibliotheken wurden die erotischen und pornografischen Werke in der Regel aussortiert und nur unter speziellen Auflagen zugänglich gemacht. Einer der berühmtesten dieser sogenannten Remota-Fonds ist der zwischen 1836 und 1844 eingerichtete Enfer der Bibliothèque nationale de France. Weitere Bibliotheken verfuhren ähnlich. Sie bezeichneten ihre als anstößig betrachteten Bestände mit verschleiernden Sigeln wie Private Case („Privatangelegenheit“) im Britischen Museum, ***** in der New York Public Library, Δ (griechisches Delta) in der Library of Congress und Φ (griechisches Phi, lautmalerisch für „Pfui!“ stehend) in der Bodleian Library. (Dass die größte pornographische Sammlung aber in der Vatikanischen Bibliothek zu finden sei, ist hingegen eine weit verbreitete Legende.)
Als ab den 1860er Jahren in Pompeji umfangreiche Ausgrabungen einen großen Teil der erotischen Kunst der Römer zutage förderten, reagierte die – sich als intellektuelle Erben des römischen Reichs wähnende – viktorianische Bevölkerung Englands schockiert. So wurde versucht, die offenherzigen Abbildungen der Sexualität vor Allen, außer den Gelehrten der Oberschicht zu verbergen. Das Gabinetto Segreto (Geheimes Kabinett) in Neapel diente als Lagerstätte für die beweglichen Objekte, während feste Darstellungen bedeckt und abgesperrt wurden, um die Gefühle der Frauen, Kinder und Arbeiter nicht zu verletzen.
Mit der Verabschiedung des Obscene Publications Act von 1857 folgten die weltweit ersten Gesetze, die die Pornographie kriminalisierten. Trotz zeitwilliger Repressalien waren Abbildungen erotischer Themen dennoch über Jahrhunderte hinweg üblich.

### 20. Jahrhundert

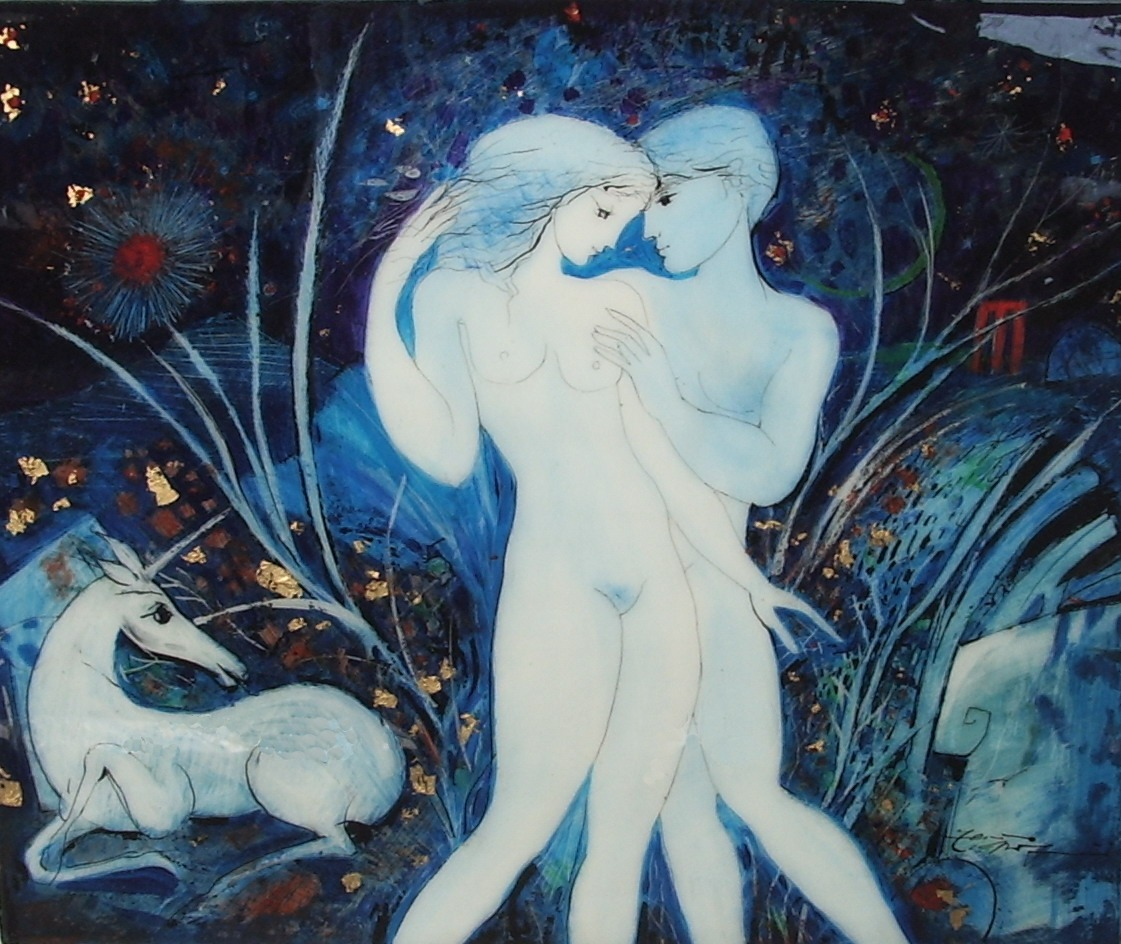
Elfriede Weidenhaus: Liebespaar

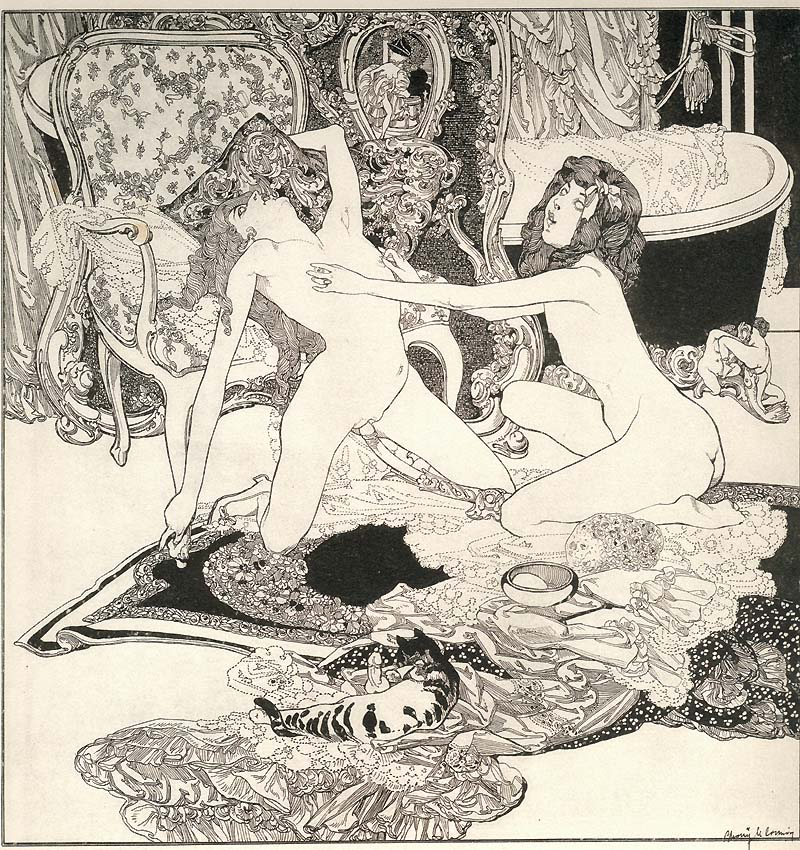
Erotische Darstellung in Jugendstil: Druckgrafik von Franz von Bayros (1866–1924)

Zu Beginn des 20. Jahrhunderts befasste man sich auf der Grundlage der Forschungen von Freud und Jung aus dem psychologischen Blickwinkel mit dem Thema Sexualität. Aspekte wie pubertäre Sexualängste, Selbstbefriedigung, Prostitution und „Perversionen“ fanden vermehrt Einzug in die bildlichen und literarischen Darstellungen. 1911 wurde der Künstler Egon Schiele wegen „unmoralischer Zeichnungen“ von Minderjährigen zu einem kurzen Gefängnisaufenthalt von unter einem Monat verurteilt.
In den 1950er Jahren herrschte bezüglich der Erotik eine eigenwillige Doppelmoral. Einerseits traten in Film und Fernsehen sogenannte „Sexbomben“ wie Jayne Mansfield, Marilyn Monroe und Ava Gardner auf. Auch wurde in dieser Zeit das Pin-Up entwickelt und die Zeitschrift Playboy gegründet. Andererseits wurde Hildegard Knef heftig kritisiert, als sie sich in dem Film Die Sünderin für einen kurzen Moment „oben ohne“ sehen ließ, und Sexualforscher A.C. Kinsey erhielt für seine Arbeiten Morddrohungen.
Erst ab der Mitte der 1960er Jahre wurde die Scheinmoral aufgegeben, die sexuelle Revolution brachte auch ein anderes Verhältnis zur Erotik hervor. Das Bemühen um eine Befreiung der Erotik von Schlüpfrigkeiten führte zu einer kühlen und puristische Erotik-Welle, in der Models wie Twiggy oder Schauspielerinnen wie Audrey Hepburn zu Stars wurden. Die neu gegründeten Frauenverbände schwankten zwischen der Forderung eines Verbots jeglicher Pornografie und dem offenen Umgang mit gelebter Erotik („freie Liebe“) hin und her.
Künstlerinnen wie Valie Export setzten auf offene Konfrontation. Sie kreierte das „Tapp- und Tastkino“, indem sie sich eine mit einem Tuch verhängte Box vor die nackte Brust schnallte und Menschen ihre Brüste fühlen ließ. Die endgültige Befreiung der Erotik und die Auseinandersetzung mit ihr als einer anerkannten Kunstform brachte die Film- und Fototechnik. Die ersten Ausstellungen, die sich speziell mit erotischer Kunst beschäftigten, fanden 1968 in Skandinavien statt.
Durch die Idee der totalen sexuellen Befreiung und der freien Liebe herrschte in den 1970er Jahren ein regelrechter Boom von Kunstpornos und Erotikfilmen. Man versuchte filmische Handlung und offen sexuelle Szenen aufwendig miteinander zu verbinden. Anspruchsvolle Kulissen und teures 35-mm-Filmmaterial hievten den Porno für kurze Zeit auf ein sehr hohes Niveau. Ein sich in den späten 1960er Jahren entwickelndes Genre war der sogenannte Aufklärungsfilm.
Ab 1982 wurden die meisten Pornofilme auf dem billigeren und praktischeren Medium der Videokassette gedreht. Viele Filmregisseure widersetzten sich zuerst wegen der anderen Bildqualität dieser Änderung, aber diejenigen, die das neue Medium nutzten, erhielten bald den größten Teil des industriellen Profits, da die Konsumenten das Format bevorzugten. Der technologische Wandel ging schnell und vollständig vonstatten, weil die Regisseure erkannten, dass die Produktion auf Film nicht mehr profitabel war.
Nun kamen die Filme aus dem Kino in die Privatwohnungen. Dies war das Ende der Produktionen mit großen Budgets und der Weg der Pornografie in den Mainstream. Sie kehrte zu ihren Wurzeln zurück und bediente angesichts der geringen Kosten jeden Fetisch. Die Zahl der pro Jahr produzierten Pornofilme stieg von mehreren Hundert auf Tausende, einschließlich der Sammlungen von Sexszenen aus verschiedenen Videos.
Erotische CD-ROMs waren Ende der 1980er und in den frühen 1990er Jahren beliebt, weil sie eine neue Interaktivität und Fantasie ermöglichten. Allerdings war ihre geringe Qualität ein wesentlicher Mangel und mit der Verbreitung des Internets gingen die Verkaufszahlen zurück. Zur gleichen Zeit wie die Videorevolution wurde das Internet zur bevorzugten Quelle für Pornografie, weil es die Privatsphäre beim Betrachten und die Möglichkeit zur Interaktion bot.
Der jüngste Einfluss allgemein erhältlicher Technologie wie Digitalkameras hat die Grenzen zwischen erotischen Filmen und Fotos sowie zwischen Amateur- und professionellen Produktionen verwischt. Sie bietet Zugang zu beiden Formaten und erleichtert die Produktion für jedermann. Ein großer Teil der heutigen Pornografie stammt von Amateuren. Die digitalen Medien erlauben es den Fotografen und Filmproduzenten, Bilder auf vielfältige Weise zu manipulieren, wodurch die Dramatik oder die Erotik einer Abbildung erhöht wird.
In den 1990er Jahren kamen neue erotische Impulse von der Schwulen- und Lesbenbewegung, die in dieser Zeit eine ganz neue Anerkennung in der Gesellschaft erfuhr. Diese Einflüsse wirken bis heute nach: Homosexualität gilt in bestimmten Kreisen als schick. Davon ausgehend wurde der Lebensstil der „Metrosexualität“ kreiert, die im beginnenden 21. Jahrhundert als Schönheitsideal vermarktet wird und beispielsweise von David Beckham und seiner Frau Victoria propagiert wird.
Das starke Wachstum des Internets begünstigt seit Ende des 20. Jahrhunderts den Aufschwung des erotischen Humors. Satirisch erotische Texte und humoristische Erotikbilder oder Videos finden sowohl auf Webseiten als auch in E-Mails weltweit Verbreitung. Die Humor-Rubriken der wichtigsten Webkataloge führen „Erotik“-Unterkategorien. In Printmedien hat der erotische Humor hingegen immer noch relativ wenig Bedeutung und beschränkt sich im Wesentlichen auf einige Cartoons und Comics.

### 21. Jahrhundert
Mit Beginn des 21. Jahrhunderts hat insbesondere durch Entwicklungen der neuen Medien, insbesondere des Internets, sowohl eine starke Zunahme in der Verbreitung als auch eine qualitative Veränderung stattgefunden. Durch die flächendeckende Verbreitung von Breitband-Internetzugang wurde die Möglichkeit geschaffen, hochauflösende, digitale Fotos wie auch Filme umgehend verfügbar zu machen. Auf schnellen und kostengünstigen Internetverbindungen aufbauend entstand das Konzept von Web 2.0 und User-Generated-Content.
Dadurch, sowie durch die zeitgleich wachsende Popularität von Digitalkameras, entstand für Amateure die Möglichkeit, erotische Medien von sich im Internet zu veröffentlichen. Von Seiten der abgebildeten Personen wird hierbei kein gewerblicher Nutzen beabsichtigt. Jedoch wird durch Portalbetreiber wie YouPorn die Amateurerotik einer kommerziellen Nutzung zugeführt.
Durch die Verbreitung von Mobiltelefonen mit integrierter Kamera sowie die Technologie des Multimedia Messaging Service kam es zum Phänomen des Sexting (ein Kofferwort aus Sex und dem englischen Wort texting für SMS), wobei – vorwiegend Jugendliche und junge Erwachsene – Nacktbilder beziehungsweise erotische Aufnahmen von sich im Freundeskreis verschicken.
Eine weitere, in diese Zeit fallende Entwicklung, ist der auf den Sex-positiven Feminismus zurückgehende Alt porn. Dieses Genre der erotischen Fotografie versucht sich traditionellen Klischees des kommerziellen Erotikgewerbes zu entziehen.

## Medien der Darstellung

### Druck

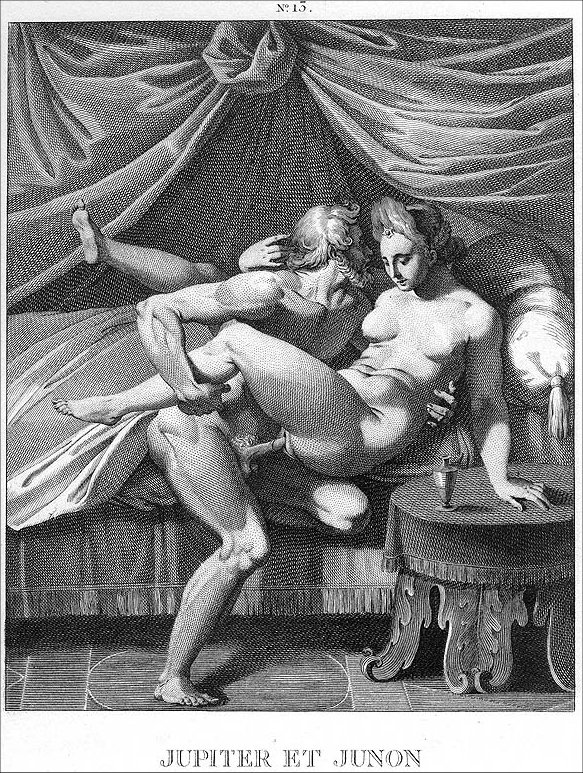
Agostino Carracci: I Modi

Im 16. Jahrhundert sorgte ein Versuch, erotisches Material zu drucken, für einen Skandal. Die Italiener Pietro Aretino und Marcantonio Raimondi schufen 1524 I Modi, ein illustriertes Buch mit 16 Sexpositionen. Raimondi hatte I Modi zuvor bereits publiziert; er war dafür von Papst Clemens VII. verhaftet worden, und alle Kopien der Illustrationen waren vernichtet worden. Raimondis Kupferstiche basierten auf einer Reihe erotischer Bilder, die Giulio Romano für den Palazzo del Te in Mantua anfertigte. Obwohl die beiden Abbildungen sehr ähnlich waren, wurde nur Raimondi verfolgt, weil seine Kupferstiche der Öffentlichkeit zugänglich waren. Romano wusste nichts von den Kupferstichen, bis Aretino kam, um die Originale zu sehen, während Romano noch daran arbeitete.
Aretino schrieb dann sechzehn explizite Sonette zu den Zeichnungen („in deiner Muschi und deinem Hintern wird mein Schwanz mich glücklich machen und dich glücklich und glückselig“ – „both in your pussy and your behind, my cock will make me happy, and you happy and blissful“) und befreite Raimondi aus dem Gefängnis. I Modi wurde dann erneut veröffentlicht, zum ersten Mal mit erotischem Text und Bildern. Der Papst ließ erneut alle Kopien sicherstellen. Raimondi entging diesmal dem Gefängnis, aber die Zensur war so vollständig, dass nie ein Original gefunden wurde. Der überlebende Text ist nur die Kopie einer Kopie, die 400 Jahre später gefunden wurde.
Im 17. Jahrhundert kamen einige Exemplare pornographischer oder erotischer Literatur in Umlauf, die meistens in Amsterdam gedruckt und in andere europäische Staaten geschmuggelt wurden. Dazu gehörte L’École des filles, ein französisches Werk von 1655, das als Beginn der Pornografie in Frankreich gilt. Es besteht aus zwei Dialogen zwischen zwei Frauen, einer 16-Jährigen und ihrer naiveren Cousine, und ihren expliziten Diskussionen über Sex.
Der Autor ist bis heute unbekannt, obwohl einer der Herausgeber eine leichte Gefängnisstrafe absitzen musste. Samuel Pepys notiert in seinem berühmten Tagebuch, dass er ein Exemplar zur privaten Lektüre gekauft und anschließend verbrannt habe, damit seine Frau es nicht entdeckt; „das müßige, schurkische Buch, L'escholle de filles, das ich in einfacher Bindung gekauft habe […] weil ich vorhabe, es zu verbrennen, sobald ich es gelesen habe.“ („the idle roguish book, which I have bought in plain binding […] because I resolve, as soon as I have read it, to burn it“)
Im Zeitalter der Aufklärung entdeckten viele französische Freidenker die Pornografie als Medium für Sozialkritik und Satire. Libertine Pornografie war ein subversiver Sozialkommentar und zielte oft gegen die katholische Kirche und sexuelle Unterdrückung. Die Bourgeoisie diente als Markt für die massenproduzierten, billigen Pamphlete, woraufhin die Oberschicht wie in England befürchtete, dass die Moral der Unterschicht und der charakterschwachen Menschen verdorben werden könnte, weil Frauen, Sklaven und die Ungebildeten in dieser Zeit als besonders verwundbar galten. Die Geschichte und Illustrationen (die in den Galerien des Palais Royal zusammen mit den Diensten der Prostituierten angeboten wurden) waren oft antiklerikal und voll mit sich falsch benehmenden Priestern, Mönchen und Nonnen, eine Tradition, die sich in der französischen Pornografie bis ins 20. Jahrhundert fortsetzte.
Im Vorfeld der Französischen Revolution diente die Pornografie auch als politischer Kommentar; Marie-Antoinette wurde oft mit Fantasien angegriffen, die Orgien, lesbische Aktivitäten und die Vaterschaft ihrer Kinder sowie Gerüchte über die vermeintlichen sexuellen Unzulänglichkeiten von Ludwig XVI. beinhalteten. Während und nach der Revolution entstanden die berühmten Werke des Marquis de Sade. Sie enthielten oft Illustrationen und dienten dem Autor als politischer Kommentar.
Die englische Antwort war Memoirs of a Woman of Pleasure (später gekürzt und umbenannt in Fanny Hill), das 1748 von John Cleland verfasst wurde. Während der Text eine Satire auf die literarischen Konventionen und modischen Regeln im England des 18. Jahrhunderts war, gab es den eigentlichen Skandal durch die Abbildung des Erzählers und einer Frau beim Genuss sexueller Handlungen ohne schlimme Moral oder körperlicher Folgen. Der Text ist kaum explizit, da Cleland im ganzen Buch Euphemismen für sexuelle Handlungen und Körperteile benutzte, darunter allein 50 verschiedene Begriffe für den Penis.
Der Bischof von London machte das Buch für zwei kleine Erdbeben verantwortlich und ließ Cleland vorübergehend festnehmen, aber Fanny Hill erschien weiterhin und ist eines der auflagenstärksten Bücher in englischer Sprache. Allerdings war der Besitz des Buches in den USA bis 1963 und im Vereinigten Königreich bis 1970 verboten.
Theodor Fontane gelingt die Imagination einer hocherotischen Szene, ohne das Eigentliche zu beschreiben: Schach von Wuthenow verführt Victoire von Carayon. Ach Herr Leutnant sagt sie noch. Dann raschelt die Gardine.
Auch in der literarischen Form der Märchen werden erotische Inhalte vermittelt.

### Erotische Literatur
Zahlreiche Gedichte der unterschiedlichsten Lyriker behandeln in ihren Werken auch erotische Aspekte der Liebesbeziehungen. Anthologien die sich der Erotik annehmen und Illustrationen von Gustav Klimt einbinden wurden veröffentlicht.
Bereits in der Antike hatten Liebesgedichte ihren Stellenwert in der Literatur. Bekannte Autoren waren unter anderen Homer, Archilochos, Sappho, Ibykos, Anakreon, Theokrit, Meleagros von Gadara, Catull, Sulpicia die Jüngere, Horaz, Ovid und Titus Petronius. Eine Anthologie fasst eine Auswahl der genannten Autoren zusammen.

### Fotografie

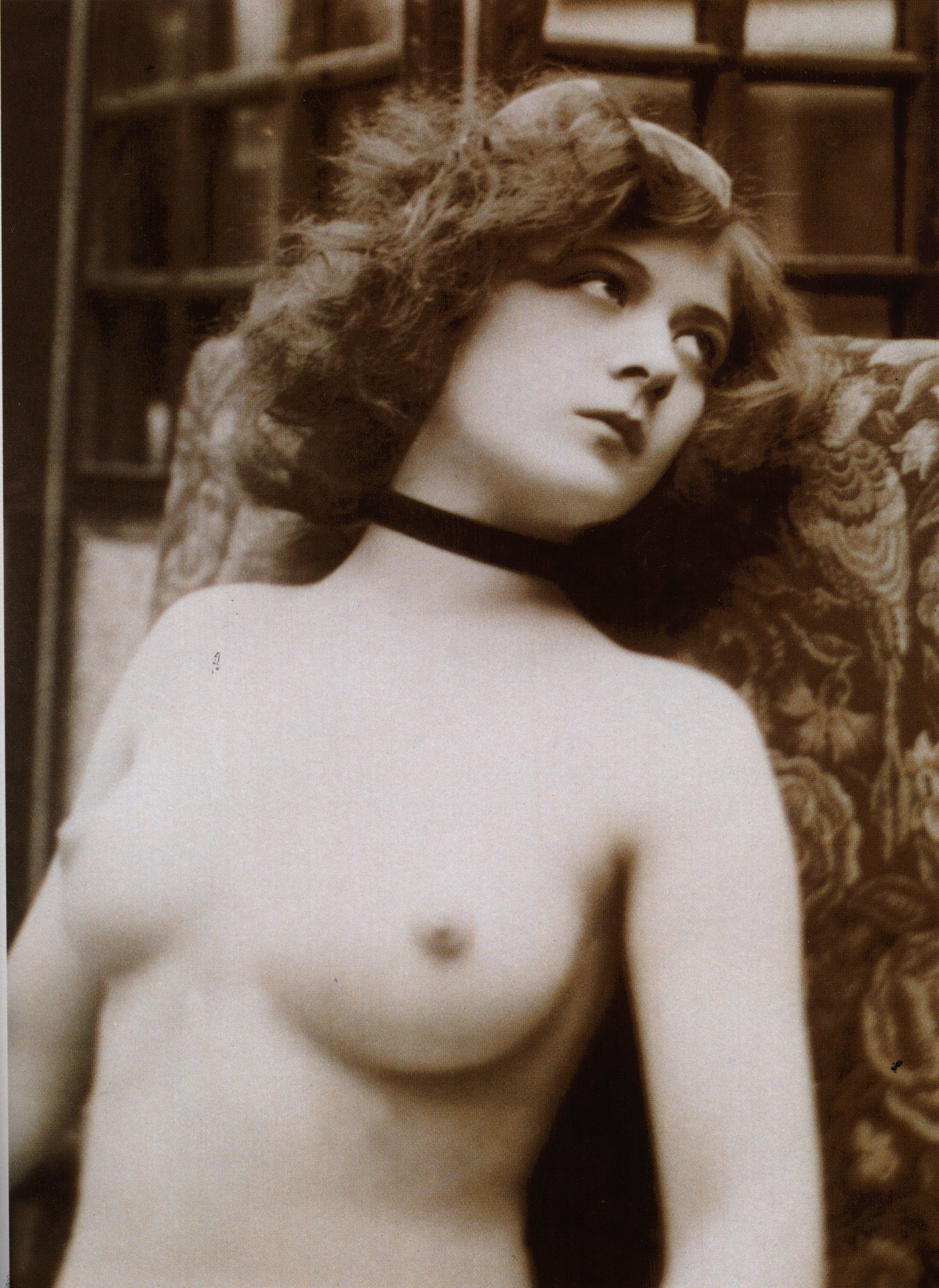
Nacktfoto aus dem 19. Jahrhundert

1839 präsentierte Louis Jacques Mandé Daguerre an der Académie des sciences den ersten praktischen Prozess der Fotografie. Im Gegensatz zu früheren Methoden hatten seine Daguerreotypien eine beeindruckende Qualität und Detailtreue und verblassten nicht mit der Zeit. Die neue Technologie entging den Künstlern nicht, die nach neuen Wegen zur Abbildung der unbekleideten weiblichen Form suchten. Traditionell war die académie eine Nacktstudie eines Malers, um die weibliche (oder männliche) Form zu meistern. Jede musste von der französischen Regierung registriert und genehmigt werden oder sie konnten nicht verkauft werden. Bald wurden Nacktfotografien als académie registriert und als Hilfe für Maler vermarktet.
Jedoch ließ der Realismus der Fotografie im Gegensatz zum Idealismus der Malerei viele von ihnen eigentlich erotisch erscheinen. In Nude photography, 1840–1920 bemerkt Peter Marshall: „Im gegenwärtigen moralischen Klima zur Zeit der Erfindung der Fotografie diente die einzige offiziell genehmigte Fotografie des Körpers der Herstellung künstlerischer Studien. Viele erhaltene Exemplare von Daguerreotypien gehören eindeutig nicht zu diesem Genre, sondern haben eine Sinnlichkeit, die klar impliziert, dass sie als erotische oder pornografische Bilder geschaffen wurden.“ („In the prevailing moral climate at the time of the invention of photography, the only officially sanctioned photography of the body was for the production of artist’s studies. Many of the surviving examples of daguerreotypes are clearly not in this genre but have a sensuality that clearly implies they were designed as erotic or pornographic images.“)
Die Daguerreotypie wies allerdings auch einige Mängel auf. Das zentrale Problem bestand darin, dass sie nur reproduziert werden konnte, indem man das Originalbild fotografierte, da jedes Bild ein Original war und der metallische Prozess keine Negative benutzte. Außerdem hatten die frühesten Daguerreotypien Belichtungszeiten von drei bis fünfzehn Minuten, weshalb sie unpraktisch für Porträts waren. Im Gegensatz zu früheren Zeichnungen konnte man keine Bewegung abbilden. Die Modelle mussten ihre Posen lange Zeit sehr still halten. Deshalb wechselte das pornografische Standardbild von mehreren Menschen bei sexuellen Handlungen zu einer einzelnen Frau, die ihre Genitalien zur Schau stellt. Da ein Bild ein Wochengehalt kosten konnte, bestand das Publikum für solche Nacktaufnahmen hauptsächlich aus Künstlern und der Oberschicht.
In den 1840er Jahren war es billiger, eine Prostituierte zu mieten und den Sex zu erleben, als ein Bild davon zu besitzen. 1838 wurde das Stereoskop erfunden, das bei Daguerreotypien einschließlich der erotischen Bilder beliebt war. Die Technologie ermöglichte eine dreidimensionale Ansicht, die gut zu erotischen Bildern passte. Obwohl Tausende erotischer Daguerreotypien entstanden, haben nur rund 800 Exemplare überlebt. Angesichts ihrer Einzigartigkeit und Kosten waren sie einst das Spielzeug reicher Männer. Da sie so selten sind, erzielen sie Preise von mehr als 10.000 Pfund Sterling.
1841 patentierte William Henry Fox Talbot die Kalotypie, den ersten Negativ-Positiv-Prozess, der mehrfache Kopien ermöglichte. Diese Erfindung erlaubte es, eine fast unbegrenzte Anzahl von Drucken von einem Glasnegativ herzustellen. Außerdem half die geringere Belichtungszeit bei der Entstehung eines Massenmarktes für pornografische Bilder. Die Technologie wurde sofort verwendet, um Nacktportraits anzufertigen. Paris entwickelte sich zum Zentrum dieses Handels.
1848 existierten nur dreizehn Fotostudios in Paris, 1860 waren es bereits mehr als 400. Die meisten von ihnen profitierten vom illegalen Verkauf der Pornografie an die Massen, die sich es nun leisten konnten. Die Bilder wurden außerdem in der Nähe von Bahnhöfen, von reisenden Händlern und von Frauen in den Straßen, die sie unter ihrer Kleidung versteckten, verkauft. Sie wurden oft in Serien (von vier, acht oder zwölf Stück) produziert und international exportiert, hauptsächlich nach England und in die USA. Sowohl die Models als auch die Fotografen entstammten üblicherweise der Arbeiterklasse und die Ausrede vom künstlerischen Modell war kaum noch zu gebrauchen. 1855 wurden keine fotografischen Nacktbilder mehr als académie registriert und das Geschäft begab sich in den Untergrund, um der Verfolgung zu entgehen.

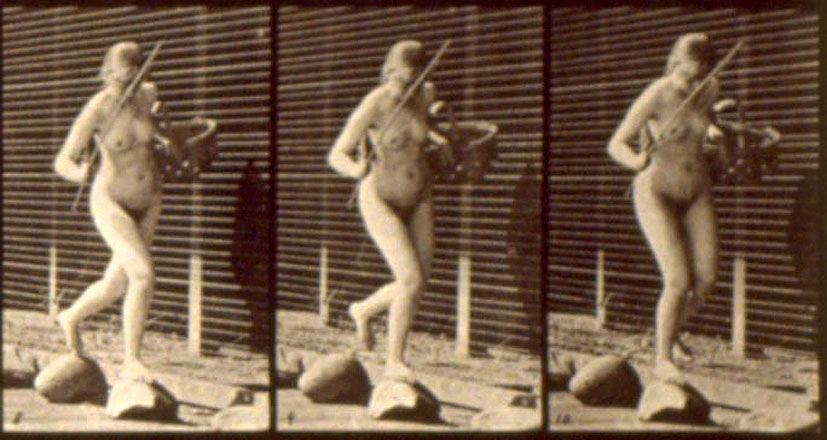
Eadweard Muybridge: Frau mit Angelrute (Detail)

Die viktorianische Pornografie-Tradition in Großbritannien bestand aus drei Elementen: französische Fotografien, erotische Drucke (die in Läden in der Holywell Street, einer inzwischen verschwundenen Durchgangsstraße von London, verkauft wurden) und gedruckte Literatur. Die Möglichkeit einer Massenproduktion von Fotografien verhalf einem neuen Geschäftstypen zum Aufstieg, dem Pornohändler. Viele dieser Händler nutzten die Vorteile der Post, um fotografische Karten in glatten Umschlägen an ihre Kunden zu liefern. Somit erleichterte ein zuverlässiges internationales Postsystem den Beginn des pornografischen Handels.
Die viktorianische Pornografie besaß mehrere definierende Merkmale. Sie reflektierte eine sehr mechanische Betrachtungsweise der menschlichen Anatomie und ihrer Funktionen. Die Wissenschaft wurde als neue Leidenschaft genutzt, um angeblich den menschlichen Körper zu studieren. Dabei depersonalisierten die Betrachter häufig die Sexualität des Subjekts, die keine Leidenschaft oder Zärtlichkeit aufwies. Zu dieser Zeit wurde es auch zunehmend beliebt, Nacktfotografien von Frauen aus exotischen Ethnien unter dem Deckmantel der Wissenschaft abzubilden. Derartige Studien sind im Werk von Eadweard Muybridge zu finden. Obwohl er sowohl Männer als auch Frauen fotografierte, waren die Frauen oft mit Requisiten wie Marktkörben oder Angelruten ausgestattet, was diese Bilder zu dünn verkleideten Erotika machte.

### Magazine

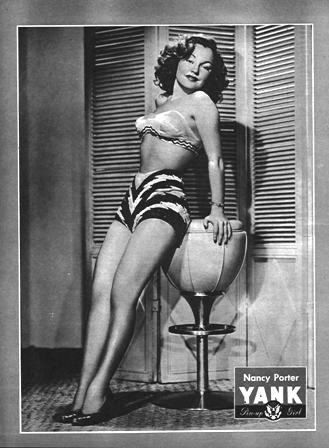
Yank, the Army Weekly war ein Magazin des US-Militärs, welches Pin-Up-Bilder veröffentlichte.

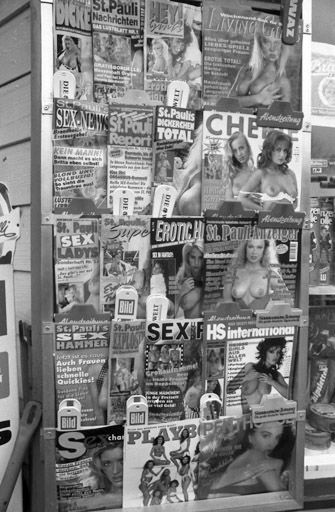
Titel von Erotikmagazinen an einem Zeitungskiosk, 1990er Jahre

1880 nutzte man das Halbtonverfahren, um Fotografien erstmals billig zu reproduzieren. Die Erfindung dieser Technik führte die Pornografie und Erotika zu Beginn des 20. Jahrhunderts in neue Richtungen. Nun war es möglich, fotografische Bilder leicht in Schwarz-Weiß zu reproduzieren, während die Drucker zuvor auf Gravuren, Holzschnitte und Linienschnitte beschränkt waren. Es war das erste Format, das die Pornografie zum Massenmarkt machte, da sie erschwinglicher und leichter zu erwerben war.
Die zunächst in Frankreich erscheinenden neuen Magazine präsentierten nackte und halbnackte Fotografien auf dem Cover und im Inneren des Heftes, wobei oft Schauspielerinnen aus Burlesken als Models engagiert wurden. Während diese Magazine heute als Softporno eingestuft würden, waren sie zur damaligen Zeit schockierend. Die Publikationen verhüllten sich oft als „Kunstmagazine“ oder Werke, die die neue Freikörperkultur zelebrierten, mit Titeln wie Photo Bits, Body in Art, Figure Photography, Nude Living und Modern Art for Men. Das 1900 gestartete Health and Efficiency war ein typisches FKK-Magazin in Großbritannien.
Eine andere frühe Form der Pornografie waren die als Tijuana Bible bekannten Comics, die in den 1920er Jahren erstmals in den USA erschienen und bis zum Aufkommen von farbigen Hochglanzmagazinen für Männer fortgesetzt wurden. Dabei handelte es sich um grobe, von Hand gezeichnete Szenen, die sich häufig populärer Charaktere aus Cartoons und Kultur bedienten.
In den 1940er Jahren wurde der Begriff Pin-up geprägt, um Bilder zu beschreiben, die US-Soldaten im Zweiten Weltkrieg aus Männermagazinen und Kalender rissen und an die Wand pinnten. Während die Bilder aus den 1940er Jahren sich hauptsächlich auf die Beine fokussierten, wechselte die Aufmerksamkeit in den 1950er Jahren zu den Brüsten. Betty Grable und Marilyn Monroe waren zwei der beliebtesten Pinup-Models. In der zweiten Hälfte des 20. Jahrhunderts erschien die Pornografie in Männermagazinen wie Playboy oder Modern Man aus den 1950er Jahren.
Der Beginn der modernen Hochglanz-Magazine lässt sich auf 1953 festlegen, als Hugh Hefner ein Foto von Marilyn Monroe kaufte, um es als Centerfold seines neuen Magazins Playboy zu benutzen. Schon bald waren solche Magazine das wichtigste Medium zum Konsum von Pornografie.
Diese Magazine präsentierten (halb)nackte Frauen, die manchmal offenbar masturbierten, auch wenn ihre Genitalien oder ihr Schamhaar nicht zu sehen waren. Penthouse, 1965 von Bob Guccione in England gegründet, wählte eine andere Herangehensweise. Die Frauen blickten indirekt in die Kamera, als wenn sie sich an ihre privaten Idylle wenden würden. Diese Änderung hatte einen Einfluss auf die erotische Abbildung von Frauen. Penthouse veröffentlichte auch als erstes Magazin Fotos mit Intimbehaarung und kompletter Nacktheit, was zu dieser Zeit beides jenseits der Erotik im Bereich der Pornografie lag.
Ende der 1960er Jahre zeigten die Magazine explizitere Bilder mit häufigem Fokus auf das Gesäß als Standard dessen, was legal und von den Lesern gewünscht war. In den 1970er Jahren fokussierte man sich auf die Schamgegend und in den 1990er Jahren präsentierte man die Penetration, lesbische Liebe und Homosexualität, Gruppensex, Masturbation und Fetischismus in eher dem Hardcore-Genre zuzuordnenden Magazinen wie Hustler.
Angesichts der geringen Kosten entstanden allmählich Magazine für jeden Geschmack und Fetisch. Homosexuelle Zeitschriften florierten; die bekannteste und eine der ersten war Physique Pictorial, die Bob Mizer 1951 nach seinem Versuch, männliche Models zu engagieren, startete; seine Fotografien der Athletic Model Guild scheiterten jedoch. Das in Schwarz-Weiß fast 50 Jahre lang erscheinende Magazin zelebrierte die männliche Form in einer sehr klaren fotografischen Weise und nutzte dabei auf innovative Art Requisiten und Kostüme, um homosexuelle Klischees wie Cowboys, Gladiatoren und Seeleute abzubilden.

### Film
Der nächste technische Fortschritt, der die Betrachtung erotischer Abbildungen beeinflusste, war die Erfindung des Films. William K. L. Dickson, ein Angestellter von Thomas Alva Edison, erfand den ersten praktischen Zelluloidfilm und entschied sich für eine Größe von 35 mm, was immer noch Standard ist. Anschließend entwickelte er das Kinetoskop, einen Guckkasten, der den Film in einer Endlosschleife, beleuchtet von einer Edison-Lampe zeigte. Dies war der Vorläufer des Filmprojektors.
Dickson trennte sich von Edison und eröffnete seine eigene Firma, die das Mutoskop herstellte, einen Film-Guckkasten mit Handkurbel. Diese Maschinen produzierten bewegte Bilder mit Hilfe einer drehenden Trommel, auf der Bildkarten aus einem Film angebracht waren. Sie standen oft in Einrichtungen an der Küste und zeigten Sequenzen mit Frauen, die sich entkleideten oder als Modell eines Künstlers dienten. In Großbritannien wurden sie als What the butler saw-Maschinen bekannt, benannt nach einer der ersten und bekanntesten Softporno-Rollen.
Neben den Aufklärungsfilmen in den 1960er Jahren entstanden seit den 1970er Jahren etliche Sexfilme wie Schulmädchen-Report, Erotikfilme wie die Emmanuelle-Serie oder Filme mit erotischen Anleihen wie Eis-am-Stiel.

### Lexika
- Bilderlexikon der Erotik, Universallexikon der Sittengeschichte, und Sexualwissenschaft, nach der Buchausgabe des Instituts für Sexualforschung, Wien 1928–1932, DVD-ROM-Ausgabe, Directmedia Publishing, Berlin 2003, Digitale Bibliothek Band 19, ISBN 3-89853-919-9.

### Soziologie
- Georges Bataille: Die Erotik. Matthes & Seitz, München 1994, ISBN 3-88221-253-5.
- H. J. von Schuhmann: Erotik und Sexualität in der zweiten Lebenshälfte. Stuttgart 1980.

### Ethnologie
- Institut für Sexualforschung in Wien (Hrsg.): Bilder-Lexikon der Erotik. Ein Nachschlagewerk für die Begriffe und Erscheinungen auf dem Gebiete der Kulturgeschichte, Sittengeschichte, Folklore, Ethnographie usw. 4 Bde. 1928–1931 (Reprint 1961).
- Siegmar von Schultze-Galléra: Volkserotik und Pflanzenwelt. Eine Darstellung alter wie moderner erotischer und sexueller Gebräuche, Vergleiche, Benennungen, Sprichwörter, Redewendungen, Rätsel, Volkslieder erotischen Zaubers und Aberglaubens, sexueller Heilkunde, die sich auf Pflanzen beziehen. 2 Bde. Nachdruck der Ausgabe von 1907 bis 1910. Express-Edition, Berlin 1987 (Ethnomedizin und Bewusstseinsforschung; Historische Materialien Bd. 7).

### Zur erotischen Kunst
- Erotische Kunst, frech – freizügig – frivol (Elektronische Ressource), Hrsg.: The Yorck Project, Gesellschaft für Bildarchivierung, Berlin 2004, ISBN 3-936122-31-8
- Gaston Vorberg (Hrsg.): Glossarium Eroticum. Müller & Kiepenheuer, Hanau am Main 1965; Neuauflage ebenda 1988, ISBN 978-3-7833-7685-2.
- Angelika Dierichs: Erotik in der Kunst Griechenlands, von Zabern, Mainz 1993, (Zaberns Bildbände zur Archäologie Bd. 9/Sonderhefte der Antiken Welt), ISBN 3-8053-1540-6.
- Karola Gramann et al.: Lust und Elend: Das erotische Kino. Verlag C. J. Bucher GmbH, München und Luzern 1981, ISBN 3-7658-0369-3.
- Georg Seeßlen: Erotik. Ästhetik des erotischen Films. 3. Aufl. Schüren, Marburg 1996, ISBN 3-89472-423-4.
- Angelika Dierichs: Erotik in der römischen Kunst, von Zabern, Mainz 1997, (Zaberns Bildbände zur Archäologie/Sonderhefte der Antiken Welt), ISBN 3-8053-2014-0.
- Eva Gesine Baur: Meisterwerke der erotischen Kunst. Neuausg. DuMont, Köln 2002, ISBN 3-8321-7140-1.
- Österreichische Nationalbibliothek (Hrsg.): Der verbotene Blick. Erotisches aus zwei Jahrtausenden. Ritter, Klagenfurt 2002, ISBN 3-85415-320-1.
- Phil Braham: Naked women. Der weibliche Akt in der Fotografie von 1850 bis heute. Umschau/Braus, Frankfurt am Main 2002, ISBN 3-8295-6835-5.

### Zur erotischen Literatur
- Jakob Elias Poritzky: Die Erotiker. Verlag Rösl, München 1921, online – Internet Archive
- Franz Bayer, Karl Ludwig Leonhardt: Selten und gesucht. Bibliographien und ausgewählte Nachschlagewerke zur erotischen Literatur. Hiersemann, Stuttgart 1993, ISBN 3-7772-9301-6, (Hiersemanns bibliographische Handbücher Bd. 10).
- Mallanāga Vātsyāyana: Das Kāmasūtra. Aus dem Sanskrit ins Deutsche übersetzt und hrsg. von Klaus Mylius. Reclam, Leipzig 1986 (zuletzt bei Reclam als: Reclams Universal-Bibliothek; Nr. 9781. Reclam, Stuttgart 1999, ISBN 3-15-009781-9, diese Übersetzung erschien auch bei der Büchergilde Gutenberg, bei dtv, bei VMA und beim Otus-Verlag).
- Wolfgang Möhring (Auswahl und Nachwort): Der Venusberg: erotische Sagen/von Jacob und Wilhelm Grimm, Philipp von Steinau und Ludwig Bechstein, Manesse Verlag, Zürich 1996, ISBN 3-7175-8217-8.
- Fünfzig erotische Gedichte, ausgewählt von Harry Fröhlich, Philipp Reclam jun., Stuttgart 2000, ISBN 3-15-018070-8.
- Hiltrud Gnüg: Der erotische Roman. Von der Renaissance bis zur Gegenwart. Reclam, Stuttgart 2002, ISBN 3-15-017634-4.
- Thomas Bein: Liebe und Erotik im Mittelalter. Akademischen Druck- und Verlagsanstalt, Graz 2003, ISBN 3-201-01806-6, (Lebensbilder des Mittelalters Bd. 4).
- Heribert Becker (Hrsg.): Geteilte Nächte – Erotiken des Surrealismus, Edition Nautilus, Verlag Lutz Schulenburg, 4., veränderte Auflage. Hamburg März 2007, ISBN 978-3-89401-546-6.
- Jean Qui Rit: Ein Märchenbuch für Erwachsene – Erotische Märchen, Illustriert von Artuš Scheiner, Reprint in der Historischen Bibliothek, Melchior Verlag, Wolfenbüttel 2007, ISBN 978-3-939791-47-8.
- Komm in meine Nacht – Die schönsten erotischen Gedichte, Johannes Thiele Hrsg., mit Zeichnungen von Gustav Klimt, Thiele Verlag, München und Wien 2007, ISBN 978-3-85179-006-1.
- Ein erotischer Gedanke für jeden Tag, Hrsg. Emmanuel Pierrat. Aus dem Französischen von Stephanie Singh, Einheitssachtitel: Une idée érotique par jour, Knesebeck, München 2010, ISBN 978-3-86873-244-3.

### Sonstiges
- Lykke Aresin, Kurt Starke: Lexikon der Erotik. Droemer Knaur, München 1996, ISBN 3-426-77174-8.
- Natacha Merritt: Digital Diaries. Taschen, Köln 2000, ISBN 3-8228-6398-X.